# Leptosphaeria tirolensis
Leptosphaeria tirolensis är en svampart som tillhör divisionen sporsäcksvampar, och som beskrevs av Wilhelm Kirschstein. Leptosphaeria tirolensis ingår i släktet Leptosphaeria, och familjen Phaeosphaeriaceae. Arten är reproducerande i Sverige.